# Koninklijke Sportkring Tongeren
Il Koninklijke Sportkring Tongeren, meglio noto come K.S.K. Tongeren, è una società calcistica belga con sede nella città di Tongeren. Fondato nel 1908, milita nei campionati provinciali del campionato belga.
Il primo nome del club nel 1908 fu Cercle Sportif Tongrois. Ha ricevuto la matricola numero 54. Il club si è fuso con il K. Patria FC Tongeren per diventare il KSK Tongeren nel 1969. Negli anni '70 era un grande e importante club della seconda divisione del Belgio Il Tongeren ha anche giocato due stagioni consecutive in prima divisione (1981-1983). Nel 1996 la squadra è retrocessa in terza divisione.
Per tre stagioni (da quella del 1969 fino a quella del '72), l'omonimo club è stato allenato da Josef Bican, ovvero colui che è considerato il miglior marcatore della storia del calcio.